# نقد العقل الخالص
نقد العقل الخالص أو نقد العقل المحض (بالألمانية: Kritik der reinen Vernunft)
(الطبعة الأولى 1781، الطبعة الثانية 1787) هو كتاب ألفه الفيلسوف الألماني إيمانويل كانت، ويعتبر من أكثر الأعمال تأثيراً في تاريخ الفلسفة. ويعتبر المؤلف أول نقديات كانت، حيث أصدر كتابين نقديين بعده وهما نقد العقل العملي (1788) ونقد الحكم (1790). في مقدمة الطبعة الأولى يشرح كانط ما الذي يعنيه بنقد العقل الخالص، أو المجرد متناولاً: «أنا لا أعني بذلك انتقاد الكتب والأنظمة، لكنني انتقد المنطق كله، مع احترام كل المعرفة التي قد تنتج مستقلة عن التجربة». الانتقاد عملية تحقيق لأسس وحدود المعرفة البشرية، وهو امتداد لقدرة العقل البشري على التعامل مع الميتافيزيقا. بنى كانت كتابه على عمل الفلاسفة التجريبيين مثل جون لوك ودافيد هيوم، الذي قال عنه أنه أيقظه من سباته الدوجماطيقي، كذلك الفلاسفة العقلانيين مثل غوتفريد لايبنتس وكريستيان وولف. وقد وسع أفكارا جديدة حول طبيعة الزمكان، وادعى تقديم حلول لنظرة هيوم للمعرفة البشرية وعلاقة السبب والتأثير، ورؤية رينيه ديكارت لمعرفة العالم الخارجي. ويدعي أيضا أنه أحدث ثورة كوبرنيكية في الفلسفة مع انشاءه مذهب المثالية المتعالية، حيث يصرح فيه أن المعرفة البشرية لا تناسب الأشياء، لكن يمكن تسخير الأشياء لتناسب المعرفة. وحسب مذهب كانط، فإن العقل البشري يُعدِّل العالم التجريبي جاعلا المعرفة أمراً ممكنا.
يسمي كانت المعرفة المستقلة عن التجربة «بالبداهة» (معرفة قبلية)، بينما يسمي المعرفة المستقاة من التجربة «استدلالاً» (معرفة بعدية). وحسب كانت، فإن أية إشكالية هي معرفة قبلية لو كانت ضرورية وشاملة. وتكون الإشكالية ضرورية إذا كان يستحيل إثبات خطئها، ولا يمكن رفضها بدون دليل عكسي. تكون الإشكالية شاملة إذا كانت صحيحة في كل الحالات، ولا تقبل أي استثناءات. تكتسب المعرفة استدلالاً عبر الحواس، وكما يبرهن كانط، فإن المعرفة البعدية لا تقبل ضرورة ولا شمولية، إذ يمكن اكتشاف خطأ أو استثناء.

## قَصْدُ كانط

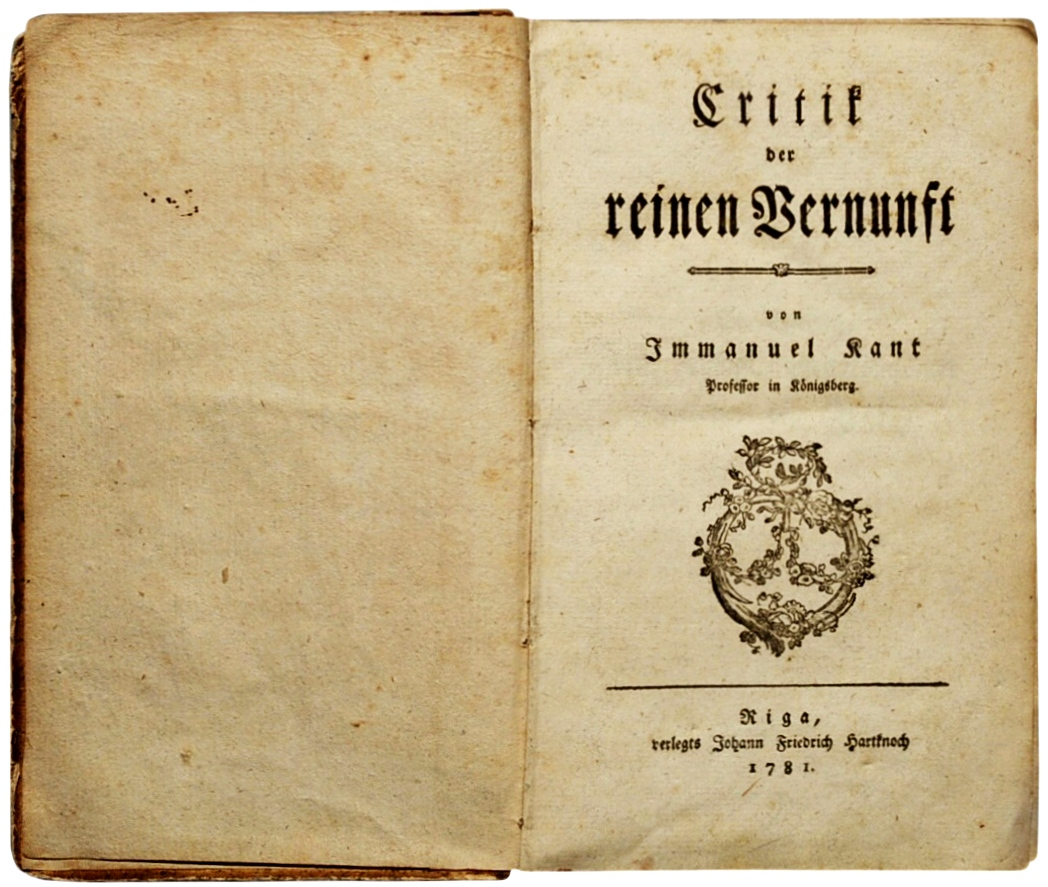
الغلاف الأمامي لكتاب "نقد العقل الخالص""Kritik der reinen Vernunft"

إن ما حرك كانط ليس رفض الاستنتاجات الميتافيزيقية، بل عدم يقينيها و تهافت حججها، مما ولد لديه الرغبة في إنقاذها من خلال الفحص النقدي لإمكانيات العقل.
و إذا كنا نعترف لبعض التخصصات مثل المنطق والرياضيات والفيزياء بحق تجاوز حدود التجربة، فإن كانط  تساءل  كيف يحدث أننا مع الميتافيزيقيا لا نصل أبدًا إلى نفس درجة اليقين، رغم أنها تتناول الموضوعات الأكثر أهمية  لفضولنا. "إن حقيقة عدم الوصول الى أي إجابة لا تكفي لاستبعاد الأسئلة، كما أن الاعراض  الظاهر للعديد من المعاصرين له  يخفي في الحقيقة  مواقف ميتافيزيقية غير معلنة وغير مؤسسة. إن نقد العقل الخالص  "ليس سوى هذه المحكمة" أي إنشاء قواعد لممارسة العقل خارج نطاق التجربة.
كتب كانط مقدمتين لكتاب "نقد العقل الخالص" (1781 و1787)، حيث شرح فيهما مشروعه عامة  (وهو تمكين الميتافيزيقا من أن تَكُفَّ عن كونها ساحة معركة بين الفلاسفة والمدارس المتعارضة) بالإضافة إلى الانقلاب الذي أراد دمجه في تصورنا للمعرفة (وهو ما يُعرف بالثورة الكوبرنيكية الشهيرة). و هاتان المقدمتان ضروريتان للإحاطة بالنص لأنهما تقدمان مفتاحين أساسيين لاستيعاب "نقد العقل الخالص".
يظهر هنا إذن محاولة اسْتيعاب الميتافيزيقا في كامل كتاب 'النقد': فقد أراد كانط أن يجعل منها علماً، نظير الرياضيات أو الفيزياء. وبما أنه لا توجد تجربة للأشياء المتعالية، فإذا أردنا إنهاء الخلافات الفلسفية، سيتعين علينا إذن البحث عن سبيل آخر للميتافيزيقا (المفهومة كمعرفة للنفس والحرية والله) بدلاً من محاولة جعلها علما.
وهكذا تم وصف المنهج بما يلي : "كان على النقد أن يعرض مصادر وشروط إمكانية هذه الميتافيزيقا"، وذلك من خلال الكشف عن المبدأ المشترك الذي يؤسس "العقل الخالص."

## الثورة الكوبرنيكية
مثلت الثورة الكوبرنيكية  التي حدثت داخل  العلوم الفيزيائية و التي تم نقلها إلى المجال الفلسفي، بالنسبة للذات الكانطية دافعا للتأمل في المعارف العقلانية التي نمتلكها، و عبر هذه الألية يمكن الحكم على ما يمكن للعقل أن يقوم به  أو ما لا  يمكنه أن يقوم به . و انطلق  كانط من المعارف التي هي فوق كل جدل (المنطق، الرياضيات، الفيزياء) والتي مبدؤها تحديد الموضوعات بشكل مطلق قَبْلِيًا ، وتساءل عن السبب الذي يجعل  الميتافيزيقا لا تَنْحُو نحو ذلك. وانطلاقًا من مثال الرياضيات والفيزياء، فهم كانط التغيرات في المنظور التي حدث فيما يتعلق بموقف العقل، الذي بدلاً من أن يدع نفسه يُعَلَّمُ مُسْتَلَبا من قبل التجربة، استجوب الطبيعة وفقًا لمتطلبات العقل، واكتشف بذلك قوانينها.
و استند كانط إلى أمثلة من قبيل : طاليس وغاليليو. فطاليس كان أول من رأى أن الرياضيات موجودة بفضل مبادئ قَبْلِيَّة ،وأنها نتاج  لنشاط معرفي للذات. و معه فهم كانط أن الموضوعات الرياضية يتم تكوينها من قبل عالم الرياضيات. وأما بالنسبة لغاليليو، فلم يؤسس بحثه على الملاحظة البسيطة للظواهر الطبيعية، بل انطلاقا من الأسئلة التي وضعها هو نفسه قَبْلِيا ، وسعى من خلالها  إلى فهم القوانين الطبيعية. و بعبارة أخرى، من خلال إنشاء تصميم تجريبي، تمكنت الفيزياء الحديثة من الظهور.
و إذا ما اسْتُنْتِجَ أن  "العقل لا يدرك إلا ما ينتجه هو نفسه وفقًا لخططه الخاصة به " فيعني ذلك  الانتقال من منهج تجريبي إلى استقصاء عَقلاني. ولكن هذا يعني أيضا الانتقال من وجهة نظر واقعية،  لا تقبل إلا واقعًا يجب أن تتشكل معرفتنا على أساسه، إلى وجهة نظر مثالية، تفترض تدخلًا نشيطًا للعقل. هذا هو جوهر "الثورة الكوبرنيكية" التي يفخر كانط بأنه أدخلها في الفلسفة.

## المثالية المتعالية
تعتبر  المقدمة، إلى جانب التمهيدين (بالخصوص  تمهيد سنة  1787)، المقطع الأكثر أهمية لفهم المشروع العام لكانط في كتابه "نقد العقل الخالص "، و زيادة  على ذلك، ففي المقدمة يتم بسط وتعريف زوجين  من المصطلحات الأساسية للمرة الأولى (وهما الأكثر صيتا  في الفكر الكانطي) و هما : الحكم التحليلي والحكم التركيبي من جهة، والصورة القبلية والصورة البعدية للحكم من جهة أخرى.

## مسألة المعرفة القبلية
لقد أدخل  كانط هذا التمييز بين المعرفة القبلية والمعرفة البعدية، رابطًا إياه بالتفرقة بين الحكم التحليلي والحكم التركيبي. وقد أضحت مسألة وجود معارف قبلية محورية في كل نظرية معرفية.
و تُعرَّف المعرفة بأنها قبلية إذا كانت مستقلة عن التجربة، وبعدية إذا كانت معتمدة عليها. ووفقا لكانط، هناك معيار لا يخطئ لتمييز المعرفة القبلية: وهو أن كل قضية قبلية هي  قضية كلية وضرورية ، مثل فكرة أن التجربة لا تعلمنا أن الشيء لا يمكن أن يكون شيئاً وشيئاً آخر في آن واحد. فالقضايا الرياضية هي كلية وضرورية، وكذلك القضية القائلة: "لكل حدث سبب".

## وصلات خارجية
- نقد العقل الخالص على موقع الموسوعة البريطانية (الإنجليزية)
- نقد العقل الخالص عند الفيلسوف الألماني كانط جريدة الرياض